# Jurij Dubinin
Jurij Iwanowicz Dubinin, ros. Юрий Иванович Дубинин (ur. 15 września 1947) – radziecki żużlowiec, występujący również na torach lodowych. 
Dwukrotny złoty medalista młodzieżowych indywidualnych mistrzostw Związku Radzieckiego (1967, 1968). Złoty medalista indywidualnych mistrzostw Związku Radzieckiego (1969). Siedmiokrotny medalista drużynowych mistrzostw Związku Radzieckiego: dwukrotnie srebrny (1977, 1978) oraz pięciokrotnie brązowy (1970, 1971, 1972, 1973, 1976). Brązowy medalista Pucharu Związku Radzieckiego w parach (1973). Złoty medalista indywidualnych mistrzostw Rosji (1969).
Wielokrotny reprezentant ZSRR na arenie międzynarodowej. Brązowy medalista drużynowych mistrzostw świata: (Rybnik 1969). Uczestnik eliminacji indywidualnych mistrzostw świata (najlepszy wynik: Leningrad 1970 – X miejsce w finale europejskim, wówczas ostatniej kontynentalnej eliminacji do finału światowego).